# 项城站
项城站，位于中华人民共和国河南省周口市项城市千佛阁街道狮子李营村，是漯阜铁路上的火车站，建于1985年，由武汉铁路局管辖。

## 車站周邊
- 项城七中
- 刘祖庙行政村卫生室

## 歷史
- 建于1985年。